# Marché Dantokpa
Le marché Dantokpa (ou tout simplement Tokpa) se situe à Cotonou, la capitale économique du Bénin ; il est le plus grand marché à ciel ouvert d'Afrique de l'Ouest,.

## Présentation
Dantokpa signifie en langue fon « sur les bords de la lagune de Dan ».
Dan est, selon les croyances animistes béninoises, une divinité représentée par le serpent, dieu de la prospérité et de l'abondance.
Un autel dédié à Dan et contenant un fétiche se trouve encore au sein du marché.

### Localisation et infrastructures
Situé au Bénin, dans le 4e arrondissement de Cotonou, le marché Dantokpa, initialement construit sur 12 hectares en 1963, atteint en 2010 près de 18,7 hectares et envahit les habitations avoisinantes.
Il a succédé à l'ancien marché Tokpa situé près de l'ancien pont et est constitué d'un grand bâtiment principal de 66 m sur 44 sur trois niveaux et de 1 100 places constituées de "boxes" à louer et de boutiques. Les plus grandes boutiques dans le marché officiel font 25 m².

#### Un marché en zones
Le marché est organisé en zones.
Les grossistes de vivriers côtoient les vendeurs de produits de l’artisanat local et des matériaux de construction en gros et au détail.
La vocation technique est marquée avec les ventes de pièces détachées, la quincaillerie de construction (marché de gros de bois de construction, fer à béton, ciment…), les outils agricoles, les nombreux ateliers de réparation mécanique. On y trouve des fabricants d'arts, des meuniers, matelassiers, cantiniers et menuisiers.
Quelques entrepôts sont construits et confiés en gestion à des privés.

#### Quelques données d'infrastructures en l'an 2000
- 15 342 boutiques[a 6]
- Un million d'acheteurs quotidien en 2012
- Les bords de la lagune à Dantokpa sont un vaste champ d’épandage des sous-produits (déchets, emballages…) de l'activité commerciale[a 7].
- Les bâtiments d’habitation avoisinants sont transformés en entrepôts[a 8].
- Comme dans beaucoup de marchés ouverts en Afrique noire, le vendeur à la sauvette installe des produits vivriers au sol sur moins de 2 mètres carrés et y commerce dans l'insalubrité[a 9].
- Un des rares marchés de l'Afrique de l'Ouest où sont librement accessibles des objets divers (pièces de bois ou de métal, ossements d'animaux, pierres précieuses...) dédiés aux cérémonies vaudou.
- Les prélèvements financiers sur les activités commerciales à Dantokpa et sur les autres marchés de Cotonou représentent 4,7 % des recettes de la circonscription urbaine de Cotonou[a 10].

Il est géré par la Société de gestion des marchés autonomes (Sogema), un organisme qui dépend du ministère béninois de l'Intérieur, de la Sécurité publique et de l’Administration territoriale, et depuis 2003, du Ministère chargé de la décentralisation.
L’entretien du marché revient au chef de la Division technique de la Sogema. Avec 20 manœuvres (en 2 équipes, jour, nuit) et 35 occasionnels, ils s'occupent de l'entretien des w-c publics et de l’enlèvement des ordures. L'ampleur et la complexité des tâches d’entretien font que le marché reste insalubre.

#### Des boutiques vides aux étages
Plus de 80 % des boxes du premier et second étage sont inoccupés et ceci, depuis la création du marché. L'inoccupation des compartiments à l'étage est un phénomène retrouvé dans plusieurs marchés ouverts en Afrique.
Se greffent à l'édifice principal (17 % des boutiques et hangars en durs), des « apatams » (petites paillotes construites par les vendeurs de produits vivriers en bambou) qui offrent près de 5 000 places supplémentaires.
67 % des installations sont fixes et 33 sont mobiles.
Les petits grossistes de riz importé ont des « kanter ». Ce sont des installations « sauvages » sur un plateau de 2 m × 2 m ou même de 3 m × 2 m fixé sur des pieds de 0,5 m à 1,5 m de hauteur. Ils sont construits sur le long du boulevard qui traverse le marché. Ces vendeurs s'acquittent d'un droit de place quotidien.
Le paiement de la patente par les commerçants est pratiqué.
Les visiteurs du marché peuvent s'offrir un plat de repas pour 100 FCFA ou 200 FCFA.
De par l'affluence que connaît le marché, des problèmes de sécurité et des problèmes de salubrité se posent.

### Étapes de croissance
À l'origine, dans les années 1940, le marché Tokpa (« près de la lagune ») est implanté au nord du pont rail/route. À l'étroit, Tokpa est déplacé à Gbogbanou, puis, en 1963, à son emplacement actuel.
C'est la présence du lieu de culte au fétiche Dan qui cause la transformation de son nom en Dantokpa.
L’implantation du marché est spontanée, malgré un plan d’aménagement apparemment disponible.
La vocation régionale du marché est vite assise. La construction du grand bâtiment à étage dans les années 1970 est insuffisante pour enrayer l’implantation d’installations précaires, des apatams, autour du bâtiment.
Dans les années 1980, l'augmentation de la renommée et de l'occupation sauvage de l’espace, s'accompagne de la réalisation de grands travaux d'équipements. Le nouveau pont casse le cœur du marché d’origine et certains occupants sont réinstallés. En 1986, la construction de la mosquée et des bâtiments adjacents provoque des déguerpissements; les commerçants déplacés se recasant à la sauvette aux alentours.
Au début de 90, avec l'augmentation désordonnée des espaces de vente, le parking auto devant le grand hall est transformé en emplacement de vente supplémentaire.

### Symbole d'intégration régionale
La renommée du marché est sous-régionale vu que de nombreux commerçants d'Afrique de l'Ouest (Nigeria, Mali, Burkina Faso, Niger, Côte d'Ivoire) et d'Afrique centrale notamment du Cameroun, se retrouvent sur ce grand marché pour y faire des affaires. En 2012, le marché rassemblait quotidiennement plus d'un million d'acheteurs.
Les commerçants nigérians viennent s'y approvisionner. Les femmes camerounaises et ivoiriennes, apprécient Tokpa pour la qualité des bijoux.
Modèle d'intégration sous-régionale, le célèbre marché est également une véritable plate-forme commerciale où s'échange au noir, le naira, la monnaie nigériane.

### Produits et services
L'importance du marché Dantokpa vient de son rôle dans l’importation et la réexportation, autrefois, de produits de luxe, et maintenant, des produits de première nécessité en direction ou en provenance du Nigeria, tous produits de la fraude. Le retournement de conjoncture au Nigeria est aussi responsable de la baisse de standing et de l'élargissement de la gamme de produits proposés.
On y trouve des produits artisanaux et des biens manufacturés. Tout ce qui peut être acheté ou vendu.
La plupart des vendeurs de Dantokpa sont des femmes. Elles sont spécialisées dans les tissus imprimés, les produits cosmétiques, les liqueurs, les produits agricoles bruts ou transformés (riz, sucre, fripe, etc.). Ce qui fait de Dantokpa un des pôles majeurs d'attraction sous-régionale et surtout le commerce de tissus imprimés, le célèbre wax hollandais.

## Organisation et fonctionnement
La Sogema, Société de gestion des marchés autonomes, une entreprise publique sous la tutelle du ministère chargé de la décentralisation est responsable de la gestion du marché Dantokpa, comme le marché Gbogbanou. Cet organisme est nommé par le gouvernement du Bénin et il prélève un "droit de place journalier".
Au début de l’année 1990, les commerçants contestent violemment la gestion du marché par la Sogema. L'association regroupant les usagers des marchés autonomes de Cotonou lance une grève des paiements qui prend une grande ampleur. Ses lourdes conséquences financières, civiles et politiques leur font obtenir satisfaction. L’équipe dirigeante et des tickettiers de la Sogema sont remplacés. Les droits de place baissent, et des commerçants entrent dans le comité de cogestion.
Avant 1991, les ambulants, marchands plus vulnérables, étaient surveillés et payaient un droit de voirie de 100 F CFA. Aujourd'hui, les ambulants paient 25 F CFA en moyenne et leur circulation est libre.
Des commerçants occasionnels, jeunes chômeurs ou fonctionnaires, qui veulent arrondir leurs fins du mois, se livrent à divers commerces et trafics.

## Insécurité et insalubrité

### Incendies récurrents
Des épisodes d'incendies sont récurrents sur le marché de Dantokpa.

### Gestion de la salubrité
Malgré son caractère international qui lui permet d’attirer l'attention des visiteurs nationaux, le marché demeure dans un état de malpropreté qui se manifeste par des tas d'immondices aux odeurs fétides à certains endroits du marché. C’est aussi les eaux des toilettes jetées dans la lagune du fait du nombre de latrines insuffisant pour les usagers et du fait de l’incivisme de certains usagers. Ceinturé par des habitations riveraines, la plupart des actes d’insalubrité proviennent aussi bien des habitants que des usagers du marché.
Malgré la politique d’entretien mise en place par la Société de gestion des marchés autonomes (Sogema), consistant à dégager les déchets sortis des caniveaux après curage, les étalages restent installés au bord des caniveaux à ciel ouvert,.
- Animation au marché Dantokpa.
- Circulation dense
- Passage supérieur
- Étalage de calebasses et de paniers
- Plaque du Commissariat spécial de Dantokpa
- Vue sur le marché
- Vendeuse de Klui klui dans le marché de Dantokpa